# Muldenhammer
Muldenhammer es un municipio situado en el distrito de Vogtland, en el estado federado de Sajonia (Alemania), a una altitud de 700 metros. Su población a finales de 2016 era de unos 3100 habitantes y su densidad poblacional, 55 hab/km².
Se encuentra ubicado a poca distancia al norte de la frontera con República Checa.